# Thomasine Christine Gyllembourg-Ehrensvärd
Thomasine Christine Gyllembourg-Ehrensvärd (Copenhague, 9 de novembro de 1773 — Copenhague, 2 de julho de 1856) foi uma escritora dinamarquesa.